# Praxis mit Meerblick – Willkommen auf Rügen
Willkommen auf Rügen ist ein deutscher Fernsehfilm von Jan Ruzicka aus dem Jahr 2017. Es handelt sich um den Pilotfilm der ARD-Reihe Praxis mit Meerblick mit Tanja Wedhorn als Ärztin Nora Kaminski in der Hauptrolle und Stephan Kampwirth, Martin Lindow, Sinje Irslinger, Morgane Ferru, Hans-Uwe Bauer, Patrick Heyn, Anne Werner, Björn Ingmar Böske und Michael Kind in tragenden Rollen. Die Haupt-Gaststars dieser Folge sind Sarah Bauerett, David Bredin und Anja Antonowicz.
Die Erstausstrahlung des Films erfolgte am 21. April 2017 auf dem ARD-Sendeplatz Endlich Freitag im Ersten.

## Handlung
Nora Kaminski, die bisher auf einem Luxus-Kreuzfahrtschiff als Ärztin gearbeitet hat, wechselt von dort auf die Insel Rügen, um in Zukunft in der Praxis ihres Studienfreundes und Kollegen Dr. Richard Freese tätig zu sein. Freese benötigte Ersatz für seinen in den Ruhestand übergewechselten Kollegen Dr. Gunsche.
Gleich bei ihrer Ankunft auf der Insel steht Nora einer jungen Frau bei, die vor einem ausweichenden Auto gestürzt ist. Die Ärztin begleitet Wiebke Clarsen in die Klinik und erfährt von ihr, dass sie schwanger ist. Wiebke ist die 17-jährige Tochter des vermögenden Bauunternehmers Alexander Clarsen. Sie beschwört Nora, dass ihr Vater nichts von ihrer Schwangerschaft wissen dürfe.
Zuerst einmal möchte Nora jedoch ihr in einem „charaktervollen alten Kapitänshaus“ angemietetes Zimmer beziehen und duschen. Die so blumig beschriebene Unterkunft bei Matthias Samland erweist sich jedoch als ziemlicher Reinfall, noch nicht einmal warmes Wasser ist jederzeit garantiert, ebenso wenig wie Strom.
In der Praxis hat Nora es als Erstes mit Michael Kubatsky zu tun, einem älteren Herrn, der ihr seine Hauterkrankung, die sich an einer heiklen Stelle befindet, nicht zeigen will. Dann bekommt sie es mit dem Patienten Jochen Peters zu tun, der ihrer Meinung nach an Malaria erkrankt ist, was Dr. Heckmann von der Rügenklinik eher amüsant findet, da der Mann nicht im Ausland war und seine Diagnose anderslautend ist. Da Nora hartnäckig darauf besteht, einen entsprechenden Test durchzuführen und damit die Diagnose Heckmanns in Frage stellt, reagiert dieser auf eine wenig schöne Art und Weise. Er recherchiert, warum Kaminski ihre Traumstelle aufgegeben hat, um nach Rügen zu kommen. Das müsse einen tieferen Grund haben. Anhand eines Kommentars macht er sich ein eigenes Bild und setzt anonym einen Leserbrief auf, der Nora in ein schlechtes Licht rückt. Zur etwa selben Zeit hat Samland aus Versehen, wie er sagt, eine an Nora gerichtete Gerichtsvorladung geöffnet und will nun wissen, was es damit auf sich habe. Nach kurzem Zögern erläutert die Ärztin ihm, dass sie den wahren Sachverhalt nicht beweisen könne. Ein älterer herzkranker Herr habe auf dem Schiff eine etwa dreißig Jahre jüngere Frau kennengelernt und von ihr ein Potenzmittel haben wollen, was sie ihm allerdings verweigert habe. Er sei dann über einen jüngeren mitreisenden Freund an das Mittel gekommen und beim Liebesakt verstorben. Der Freund habe jedoch geleugnet, das ihm verschriebene Potenzmittel weitergegeben zu haben, und behauptet, sie habe es seinem Freund unter der Hand gegen Barzahlung gegeben. Die Reederei habe sie daraufhin beurlaubt. Ein Anwalt habe es zwar geschafft, einen Prozess zu unterbinden, die Familie des Verstorbenen habe sie jedoch zivilrechtlich verklagt. Sie stecke bis zum Hals in Schwierigkeiten und das nicht, weil sie inkompetent, geldgierig oder arrogant sei.
Schnell macht das Gerücht nun auf der Insel die Runde und immer mehr Patienten wollen sich nicht mehr von Nora behandeln lassen, zumal sie auch keinen Doktortitel hat. Dr. Freese hält jedoch zu ihr und versichert Nora, dass er wisse, dass sie eine gute und verantwortungsvolle Ärztin sei.
Alexander Clarsen, der inzwischen weiß, dass seine Tochter schwanger ist und der ihm verhasste Eric der Vater des Kindes ist, will Wiebke immer noch beschützen und von diesem fernhalten. Eric hatte im alkoholisierten und berauschten Zustand einen schweren Unfall verursacht, bei dem Wiebke fast gestorben wäre. Seitdem ist er ein rotes Tuch für Clarsen. Erneut gerät er mit dem jungen Mann aneinander, als er ihm 10.000 Euro aufdrängen will und fordert, dass Eric auf Nimmerwiedersehen verschwinden soll. Zwar unternimmt der junge Mann den Versuch, sich von Wiebke zu lösen, schafft es aber nicht und taucht nach einem dramatischen Zwischenfall im Hafen wieder im Krankenhaus auf. Diesmal kümmert es ihn nicht, dass Clarsen ebenfalls dort ist. Wortlos geht er an diesem vorbei, um sich an Wiebkes Bett niederzulassen.
Dr. Heckmann erlebt noch eine Überraschung, als er das ihm von Nora hinterlassene Geschenk auspackt: Eine in einem Glaswürfel konservierte Anopheles-Mücke. Immerhin muss er bei diesem Anblick herzhaft lachen.

## Produktion

### Produktionsnotizen
Willkommen auf Rügen wurde vom 27. September bis zum 27. Oktober 2016 auf der Insel Rügen sowie in Stralsund gedreht. Produziert wurde der Film von der Real Film Berlin GmbH. Die Herstellungsleitung für die ARD Degeto lag bei Ira Wysocki und Kirsten Frehse.

### Soundtrack
Der Titelsong geht auf Jan Lehmann zurück.
- This Is Not The End of the World – Stefanie Crutchfield, Titelsong
- I Got You Babe – Sonny and Cher
- I Hear You Knockin’ – Dave Edmunds
- Born to Be Wild – Steppenwolf
- Let It All Go – Birdy & Rhodes
- Granny – AVEC (Ballade)

## Rezeption

### Veröffentlichung, Einschaltquoten
Der am 21. April 2017 im Programm der ARD veröffentlichte Film konnte 5,03 Millionen Zuschauer verbuchen, was einen Marktanteil von 15,9 Prozent ergab. Eine erste Wiederholung des Films schalteten noch mehr Zuschauer ein, nämlich 5,11 Millionen. Der Marktanteil lag bei 16,5 Prozent.

### Kritik
Die Kritiker der Fernsehzeitschrift TV Spielfilm zeigten mit dem Daumen zur Seite, vergaben für Humor und Spannung je einen von drei möglichen Punkten und zogen das Fazit: „‚Rügener Badejunge‘ ist da ausgereifter!“.
Tilmann P. Gangloff bewertete den Film auf der Seite tittelbach.tv und gab ihm vier von sechs möglichen Sternen. Zusammenfassend stellte der Kritiker fest: „‚Praxis mit Meerblick‘ wirkt wie eine Kombination zweier anderer Reihen der ARD, ‚Reiff für die Insel‘ und ‚Eifelpraxis‘. Das macht aber nichts, weil von beiden Formaten das Beste übernommen wurde: Tanja Wedhorn spielt eine Ärztin, die sich nach Rügen zurückgezogen hat. Erst nach und nach gibt der Film preis, wovor sie geflohen ist. Auf der Ostseeinsel wird sie mit den in solchen Produktionen üblichen großen und kleinen Geschichten konfrontiert. Trotz diverser Dramen signalisiert nicht zuletzt die Musik, dass ‚Willkommen auf Rügen‘ mit komischen Momenten, witzigen Dialoge & eben mit Wedhorn vor allem kurzweilig ist.“ […] Die Freitagsfilme von Regisseur Jan Ruzicka hätten „fast immer einen nachdenklichen Kern“, wirkten aber „stets mit leichter Hand inszeniert“. Zudem streue das Autorenduo „regelmäßig verblüffend komische Momente und witzige Dialoge ein“. Den Rest besorge „Tanja Wedhorn, zumal Nora eine dieser typischen Frauenfilmheldinnen“ sei, „die sich in einer Männerwelt behaupten“ müssten.
Weniger positiv fiel die Bewertung beim Onlineportal Filmdienst aus: Wenig originelle (Fernseh-)Komödie als Auftakt einer Serie, in der der Ruhrpott-Charme der Protagonistin auf die kühle, steife Herzlichkeit der „Nordlichter“ trifft und für die handelsüblichen (nicht nur medizinischen) Verwicklungen sorgt. – Ab 14.